# 벨바로시리포트바로시
부다페스트 5구(헝가리어: Budapest V. kerülete), 벨바로시리포트바로시(헝가리어: Belváros-Lipótváros)는 헝가리 부다페스트를 구성하는 23개의 구 중 하나다.